# Localizzazione dell'antico Rubicone
La localizzazione del corso originale dei fiumi Rubicone e Pisciatello è stata per lungo tempo oggetto di controversia fra i paesi attraversati da tali corsi d'acqua, che se ne contendono il prestigio storico.

## La controversia
La controversia, di origine secolare, riguarda l'identificazione del corso d'acqua che, per la Repubblica romana del I secolo a. C., costituiva il confine del territorio italico entro il quale era proibito l'accesso di truppe in armi, e che fu invece attraversato da Giulio Cesare, con le sue truppe, atto che diede inizio a una nuova guerra civile, dopo quella tra Mario e Silla.
È facile confondere il corso del Pisciatello (Urgone) e del Rubicone (Fiumicino), in quanto le loro sorgenti hanno origine nella stessa area collinare situata nel comune di Sogliano al Rubicone, sulle pendici del colle di Strigara. I fiumi scendono in valli parallele, per sfociare nel mare nella zona di Gatteo. L'Urgone, che in pianura muta il proprio nome in Pisciatello, nasce sul versante nord del colle di Strigara a 360 metri di altezza, scende in direzione nord, passando tra Montecodruzzo e Monteleone, poi prende direzione nord est, per giungere infine in pianura nei pressi di Calisese. Secondo una ipotesi, il suo corso sarebbe variato nel corso dei secoli solo nella parte che scorre in pianura. Il Pisciatello, chiamato anche in dialetto romagnolo Urgòn, come già documentato da antiche carte, confluisce in prossimità del mare nel Rigossa e nel Fiumicino, formando un'unica foce. Il Rubicone (Fiumicino) nasce sempre dal Colle di Strigara, sul versante nord est, anch'esso a un'altezza di circa 360 metri s.l.m., e, mantenendo sempre una direttrice rettilinea nord est, passando tra Borghi e Roncofreddo, giunge in pianura a Savignano sul Rubicone, per proseguire in direzione sud-nord. Il suo tracciato nel corso dei secoli apparentemente non è mutato, e infatti, prima di confluire, come già detto, assieme alla Rigossa e al Pisciatello in un'unica foce, bagna le località di Fiumicino e Capanni, che da diversi secoli esistono in riva al fiume.
Secondo un'altra ipotesi, il Rubicone avrebbe mutato diverse volte il suo corso sia per cause naturali sia per attività umana di regolazione delle acque (a partire dall'Alto Medioevo) e, per questo motivo, non è oggi possibile affermare quale fosse il vero Rubicone attraversato da Cesare. Straripamenti, piene e anche interventi umani, infatti, avrebbero modificato, presso la frazione di Calisese, l'alveo, portandolo a confluire nel Pisciatello. Il vecchio letto del Rubicone venne, secondo alcuni, ribattezzato Rigoncello. Comunque non si conosce con esattezza se Cesare abbia oltrepassato l'attuale Rigoncello, l'attuale Pisciatello, o l'attuale Rubicone, che scorre a Savignano e che un tempo si chiamava Fiumicino.
A tutt'oggi non si è ancora venuti a capo della controversia sulla reale identificazione del fiume, e diversi paesi della provincia di Forlì-Cesena ne reclamano la paternità in base a prove e documenti di diversa entità. Ad esempio, fonti medioevali, reperibili presso l'archivio arcivescovile di Ravenna, indicherebbero come l'originario Rubicone, quello che oggi le carte chiamano Pisciatello, documentato intorno all'anno 1000 a Calisese, sia da riferire al nome Rubicone. A sostegno dell'attuale identificazione con il Fiumicino vi è invece, oltre all'abbondanza di reperti archeologici di epoca repubblicana in corrispondenza dell'abitato del Compito, a testimoniare l'esistenza di un centro abitato, l'evidenza che il tracciato del corso d'acqua è preso come riferimento dell'andamento delle maglie centuriate circostanti.

## L'ipotesi Rubicone-Fiumicino

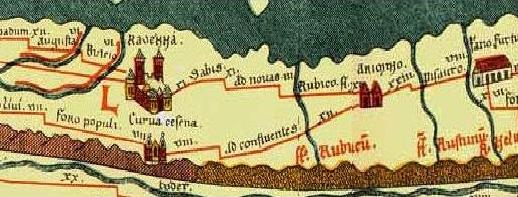
Estratto della Tabula Peutingeriana tra Ravenna e Rimini

La prima traccia letteraria che cita il corso d'acqua appare nel De vita Caesarum, quando Svetonio ne descrive l'attraversamento da parte di Giulio Cesare il 12 gennaio del 49 a.C.
Altra menzione scritta del Rubicone appare sulla Tabula Peutingeriana. Questa tavola, realizzata nel XIII secolo, è una copia degli itinerari e delle strade romane del III-IV secolo circa. La tavola riporta diversi nomi di località e di fiumi con le relative distanze: sulla Via Popilia da Ravenna a Rimini, a 12 miglia da Arimino, c'è la bocca di fl. Rubico (il fiume Rubicone), a 3 miglia da fl. Rubico è ubicato l'abitato di Ad Novas (Cesenatico), a 11 miglia da Ad Novas il fl. Sabis (fiume Savio), a 11 miglia da fl. Sabis Ravenna. Sulla Via Emilia da Piacenza a Rimini, a 12 miglia da Arimino e a occidente del fiume Rubicone, è situato l'abitato di Ad Confluentes e a 8 miglia da Curva Cesena (Cesena).
Supponendo che, sulla Tabula Peutingeriana, Ad Confluentes corrisponda alla giunzione della via Emilia e del fl. Rubico, il toponimo ricondurrebbe all'ipotesi dell'attuale Rubicone, nei pressi di Savignano sul Rubicone.
La Tavola Peutingeriana va intesa principalmente come un itinerario stradale e non come una rappresentazione cartografica esatta della superficie terrestre. Si deve tuttavia rilevare come, significativamente, il fiume Rubicone sia rappresentato ad est della località di Ad Confluentes (San Giovanni in Compito), in corrispondenza con il tracciato del Rubicone-Fiumicino (Rubicone attuale). Uno studio della centuriazione del territorio riminese-cesenate mostra come il Rubicone-Fiumicino sia pressoché ortogonale alla Via Emilia, nonché equidistante dai centri di Rimini e Cesena. L'intersezione si trova inoltre a metà di un tratto della via Emilia, pressoché rettilineo, il quale termina con un brusco cambio di direzione, in corrispondenza dell'abitato di Compito. Tali caratteristiche sono comuni alla maggior parte dei confini amministrativi di epoca romana situati nel territorio dell'attuale Emilia-Romagna.

## L'ipotesi Rubicone-Pisciatello

### Sconvolgimento climatico
Risulta che, nel corso dell'Alto Medioevo, tra gli anni 400 e 750, avvenne un notevole cambiamento climatico: vennero registrate temperature più basse, ebbe luogo un avanzamento dei ghiacciai, un aumento delle precipitazioni, nonché alcuni sismi di notevole entità. È evidente che questi furono secoli di grandi mutamenti idrogeologici che causarono violenti straripamenti fluviali ed erosioni del suolo con lo spostamento e il sollevamento di enormi depositi alluvionali che hanno notevolmente modificato il territorio. Nello stesso periodo le invasioni barbariche causarono la decadenza della vita civile e delle conoscenze tecniche.
Un'altra prova è portata da Procopio di Cesarea, storico bizantino del VI secolo, il quale, nei suoi resoconti della guerra tra l'imperatore Giustiniano I e i Goti, scrisse che il generale Narsete (552-553) conobbe maggiori difficoltà nell'avanzare in questa zona molto fangosa tra Ravenna e Rimini, zona occupata da alcune abitazioni su terre sopraelevate della riva adriatica.

### Modifiche al tracciato in epoca medioevale?
L'ipotesi che il fiume Pisciatello corrisponda all'antico Rubicone si basa sul nome dialettale "Urgon", che contraddistingue tale corso d'acqua in territorio collinare, il quale sarebbe una deformazione del nome latino Rubiconis. Un ulteriore indizio è costituito dalla presenza della pieve di "Sancti Martini in Robigo", documentata in una pergamena risalente al 963, per la quale, il toponimo Robigo sarebbe anch'esso da riferirsi al Rubicone. Il percorso in pianura del Rubicone di epoca romana coinciderebbe con l'alveo dell'attuale fosso Rigoncello fino alla confluenza con l'attuale Rubicone-Fiumicino prima della foce. Il vecchio percorso dei corsi d'acqua della zona, in epoca romana, è stato definito così dal Veggiani, uno studioso sostenitore di tale ipotesi:
- Il fiume Savio a nord di Cesena ha un percorso simile all'attuale.
- Il Pisciatello, nato delle giunzioni dei rii Marano e Donegaglia a sud-est di Cesena, giungeva vicino a Ad Novas, dopo avere ricevuto le acque del Cesuola-Mesola.
- L'Urgon-Rigoncello, che scendeva da Strigara, Monteleone, Montiano fino a Calisese, e di là si orientava a nord-est lungo il letto, è oggi quello del Rigoncello, e sfociava vicino a Gatteo a Mare dopo avere ricevuto da destra la Rigossa.
- Il Rubicone-Fiumicino, proviene da Savignano.
- Il torrente Luso (Uso) seguiva un corso simile all'attuale.

In epoca alto medioevale le modifiche intercorse al tracciato dei corsi d'acqua sarebbero state le seguenti:
- L'attuale Rubicone, a Calisese, dopo una piena violenta, uscì dal suo letto, e, piuttosto che proseguire in direzione nord-est come prima, si spostò a nord fino a introdursi nel letto del Pisciatello per proseguire fino a Cesenatico, creando così un nuovo fiume Rubicone-Pisciatello.
- Il vecchio letto presente nella valle di Calisese, abbandonato dal Rubicone e rimasto con poca acqua, prese il nome di Rigoncello, ricevendo ancora a destra le acque del Rigossa.
- Il Pisciatello, a Villa Casone, fu deviato a nord nella Mesola, per evitare i territori troppo fangosi a est di Ad Novas.
- A sud di Cesena, il Cesuola fu deviato dal suo corso normale per raggiungere il Savio (ex Sabis).

Tracce di un paleoalveo fluviale sarebbero visibili in corrispondenza dell'attuale frazione di Bulgaria.

### La rete stradale
Anche il sistema stradale subì dei cambiamenti. La via romana Popilia fu sostituita da una nuova strada costiera, la Via Littorale (oggi Romea), più vicina al mare, mentre la via del Confine, che proveniva da Pisignano, si interruppe all'altezza di Villalta e venne fatta deviare a sud, passando per Sala, S. Angelo e Gatteo, per raggiungere la Via Emilia tra Savignano e Compito.

## Documenti del XIII secolo
Una documentazione relativa a una controversia, risalente al 1268, tra l'abbazia di Classe e il comune di Cesena, riferisce l'esistenza di un Pissatellus vetus e di un Pissatellus novum. Dopo un mutamento climatico negativo avvenuto a cavallo dell'XI e XII secolo, il Pisciatello riprese il suo vecchio percorso romano fino al piccolo villaggio di Bagnarola, per poi aprirsi un altro letto più a sud, in direzione di Ponte Rosso, per via di un canale di bonifica. Il Pisciatello prese così il nome di Pissatellus novum.

## Documenti del XIV e XV secolo
Giovanni Boccaccio (1313-1375), nel XIV secolo, nel suo trattato identificava il Rubicone con il Pisatellum, oggi conosciuto come torrente Pisciatello.
Nel 1371 viene redatta la Descriptio Romandiolae, un censimento avente per oggetto il territorio romagnolo, da parte del cardinale Anglico de Grimoard, legato pontificio per Bologna e la Romagna. In tale documento vengono riportati gli aspetti del territorio, quali centri abitati, castelli, elementi fisici, oltre a usi e costumi in voga tra la popolazione. In tale documento viene denominato Rubico, il corso d'acqua corrispondente al Fiumicino, distinguendolo dal Rigossa e dal Pissadellus
Alla fine del XV secolo, e precisamente nel 1496, il Pisciatello fu allontanato artificialmente da Cesenatico, dove, con i suoi straripamenti, causava danni alle saline e al Porto di Cesenatico venendo deviato nella sua vecchia fossa, dove tuttora si trova, ossia nell'alveo del Fiumicino-Rigoncello-Rigossa.

## Documenti del XVII e XVIII secolo

### Per il fiume Uso
Durante questi due secoli, si cercò di convincere, attraverso prove e testimonianze, che il fiume Luso, oggi chiamato Uso, era il vero Rubicone.
- Già nel 1641, il monsignor Giovanni Villani[14] aveva sostenuto le ragioni dell'Uso, ripetendolo nel 1647 con una «Dissertatio de Rubocone Antiquo».
- Nel 1743, il matematico Domenico Vandelli di Modena aveva sostenuto «la corrispondenza dell'Uso al Rubicone»[15].
- Nel 1754, il 25 maggio, scrive sotto pseudonimo un'interessantissima "Lettera dissertatoria sopra il vero fiume Rubicone degli Antichi", che ancora oggi è di riferimento base nello studio, nella ricerca e nell'individuazione controversa del corso dello storico fiume Rubicone che Giulio Cesare attraversò nelle prime ore del 10 gennaio 49 a.C.
- Lo storico e poligrafo Giovanni Bianchi (Jano Planco, 1693-1775), nel 1746, identifica il "Rubicone dei vecchi" nel fiume Luso (Uso), poiché sosteneva che il Luso non doveva essere confuso con l'«Aprusa di Plinio», cioè l'Ausa, poiché sosteneva Cesena e che era "il vero Rubicone Antico"[16].

Nel 1748, Bianchi rilancia la polemica attraverso notizie, in "stile Boccaccio", nelle quali riguardo al fiume Uso "sosteneva che tutti gli eruditi sono e saranno sempre per il Rubicone vero".
- Luso (Uso) passa accanto alla parrocchia «della ricca cappella di SS.Vito e Modesto» a San Vito[17] di cui è titolare dal 6 maggio 1749 Giovanni Paolo Giovenardi (allievo di G. Bianchi)[18]. Quest'ultimo nel novembre dello stesso anno, fa mettere sulla riva orientale del fiume, nel terreno del cimitero della stessa chiesa, una targa con l'iscrizione che porta le parole riprese da Plinio: «Finis Heic Italiae Quondam Rubicon». La lapide suscitò una vertenza giuridica derivata da Cesena nel 1750 e che durò fino al 4 maggio 1756
- Come auspicato da Alfieri e Bognetti, la ricerca di Mario Garattoni, si basa sul metodo chiamato interdisciplinare che prevede la sovrapposizione di tutte le informazioni che riguardano una precisa area. Quella compresa fra L’Uso e il Pisciatello era chiamata -Rubico- (1) e di conseguenza tutti i corsi d‘acqua che vi confluivano erano chiamati -Rubico- (2) Uso compreso. (3) Probabilmente il termine della Tabula Peutingeriana "AD CONFLUENTES" nasce da questa situazione ed essere un luogo diverso della MUTATIO COMPETU indicata nell’Itinerario gerosolimitano vista la situazione fisica. Plinio riguardo l’area ha detto tre cose: che il fiume Rubico era il confine dell’Italia e quindi anche di Ariminum. Che fra Rimini e Cesena vi erano quattro fiumi che sfociavano in mare: l'Ausa, il Marecchia, il Rubicone, il Savio. (4) Che l’agro Ariminense finiva all'Aprusa o Rio Salto ove cominciava l’agro Compitano (5) Il Compito di Savignano era il quadrivio situato all’interno del Saltus compreso fra il fiume Uso e il Rigossa, dal mare alle colline.(6) I Saltus erano estese aree di proprietà pubblica, a volte imperiale o privata, posti fuori dagli ambiti municipali e dotati di normativa giuridica propria.(7) Le fonti storiche fanno dedurre che il Saltus comprendesse i bacini idrografici dei fiumi Uso e Fiumicino. Veggiani (8) riteneva che il Rubicone fosse il confine fra le tribù dei Celti Senoni e Celti Boi ipotesi condivisa da Susini. (9) I diversi luoghi di culto dedicati a Giove che si riscontrano nell’area del Saltus, furono probabilmente preceduti dal Belenos celtico, il dio Apollo dei greci e romani a cui è succeduto S. Pietro, avvalorano l‘ipotesi evidenziata dal Susini e che trova conferme a Rimini, a Cesena, a Morciano. (10) Si osserva che se il Pisciatello era il Rubicone di Cesare, il Saltus doveva essere sul suo lato sinistro, mentre invece i toponimi, in particolare San Pietro in Salto di San Mauro, sono sul suo lato destro. Se così fosse, Plinio si sarebbe sbagliato in quanto i fiumi sarebbero stati cinque e con l’ipotesi di Veggiani del 1977 addirittura sei. (11) Difficile pensare che Plinio abbia omesso il primo e più importante fiume venendo da Rimini dopo aver indicato il limite dell’agro ariminense all’Aprusa o Rio Salto. Il fiume Uso fin verso la foce vede sul suo lato destro una pianura morfologicamente alta (12) con la falesia di 10 metri, mentre nell’area di Bellaria scende a 2-3 metri. (13) Sulla sua sinistra superato San Vito quasi a ridosso del suo alveo iniziava una depressione con una situazione tipica della Padusa, (14) un alternarsi di lagune, canali, aree paludose e isole più o meno grandi. Situazione che viene confermata dagli studi di Varani che rilevano la presenza di "Argille spesso siltose e a volte torbose". (15) Da una strada romana la Via di Confine, che si portava in linea retta verso la foce del Rubicone sulla via Popilia, (16) percorso riconfermato da Veggiani. (17) Strada ora coperta da circa quattro metri di strati alluvionali, mentre Le località di Bordonchio, di Castellabate (18), di S. Mauro, di Gatteo, di S. Angelo del Compito, vedono tombe e reperti romani emersi da arature. Oltre ai reperti, agli studi, questa situazione di Padusa viene confermata dal Codice Bavaro che nel VII secolo nell’ambito della ecclesia di S. Giovanni in Compito attesta la presenza di un'isola con sopra un casale, questo a ridosso della via Emilia. (19) Pievi: Si sono sovrapposte quasi ovunque a precedenti ambiti romani (20) e avevano confini ben definiti, di regola corsi d’acqua anche minuscoli o crinali (21) Pieve di San Martino di Bordonchio. Da sempre appartenente alla diocesi di Rimini (22) il suo ambito arrivava alla foce del Rubicone, prova indiretta della antica foce dell’Uso. Pieve di S. Vito. Documentata dal IX secolo,(23) nel XI: 1033, (24) 1057, (25) 1078, (26) viene attestato che San Mauro e Gatteo fanno parte del suo ambito e questo fino al 1144, (27) dove li troveremo nella pieve del Compito che compare nel X secolo. (28) Nel XII secolo viene suddivisa fra San Giovanni in Compito e San Pietro in Salto, molto probabilmente a causa di un mutamento di percorso del Fiumicino che separò le due chiese 29 ;In quel periodo storico sicuramente per eventi idrografici, sono ridisegnati gli ambiti delle pievi connesse al "Rubico". La località di S. Pietro in Salto, fondo Giovedia - Torre Torlonia - di S. Mauro Pascoli, rimarrà di certo fino al 1256 in pieve di S. Vito (30). Tutti indizi che fanno dedurre i diversi arretramenti verso est della foce dell’Uso. Diversamente da come riteneva Veggiani, che negli ultimi tremila anni il fiume uso non abbia avuto " variazioni degne di rilievo"(31) duemila anni (32) Zaghini ipotizza paleoalvei e divagazioni a valle di San Vito in epoca storica che sono evidenziate dagli ambiti delle pievi. (33) Un'ulteriore deduzione della presenza della Padusa la breve vita della pieve di S. Angelo in salute con una sola cappella dipendente.(34) Sono questi i principali indizi che portano a ritenere il fiume Uso il Rubicone di Cesare, e dare una motivazione sul grandioso ponte si San Vito, simbolo dell'unione fra le due Italie, e con una valenza sacra .
- 1 Giancarlo Brighi 2013 2 Luigi Varani 1997 3 Ravara Montebelli 20 14 4 Ravara Montebelli 2014 5 Luigi Nardi 1827 6 Luigi Nardi 1827 7 Enciclopedia Treccani Elio Lo Cascio 2000. 8 Antonio Veggiani da Zoffoli 1997 9 Giancarlo Susini 1997 10 Giancarlo Susini 11 Veggiani da Varani 12 Gianluca Bottazzi. 1995 13 Veggiani 1993 14 Rosetti 1894 Boschetti .2011 15 Luigi Varani 1997 16 B.Ballarin da Varani 1997 17 Veggiani da Zoffoli 1997 18 Bertani -Vullo 1993 19 Rabotti 1985 20 Budriesi 1997 21 F.V. Lombardi 1995 22 Currado Curradi 1984 23 Currado Curradi 1984 24 Budriesi 1997-Boschetti 2011 25 Budriesi 1997-Boschetti2011 26 Curradi 1984 27 Curradi 1984 28 Curradi 1984 29 Fantuzzi da Delucca 1997 30 Delucca 1997 31 Veggiani 1988 32 Veggiani 1993 33 Zaghini 1993 34 Curradi 1990.
- Come integrazione all'ipotesi di “ localizzazione dell’antico Rubicone “ Mario Garattoni, presenta un passo del: Continuatore del conte Marcellino, chronicon ( ca.549 d.c.)” REGIO VIII a cura di Fiamma Lenzi e Giovanni Assorati, 2006, p.106. s. a. 538, 3-5-7 “Giovanni console da solo, prima indizione. (….) (3) (….) Dopo aver depredato il piceno, (Giovanni) occupò Rimini. (4) Udite queste notizie, Vitige lasciò l’assedio dell’Urbe, nel quale aveva indugiato dopo la rottura della pace, e, lasciata Roma, attraversò la Clodia e la Toscana annonaria varcò gli Appennini e, posto il campo sulle sponde del Rubicone, si mise ad assediare Rimini. (5)” Questa notizia comparata con le esigenze militari e le necessità contingenti di un esercito rendono improbabile l’ipotesi che il Rubicone debba intendersi il Fiumicino avendo in questo caso l’accampamento fra il Fiumicino ed il rio Salto e dovendo superare il fiume Uso. Ancora più improbabile l’ipotesi del Rigossa e impossibile quella dell'“Urgon-Pisciatello” sia perché vi erano da superare almeno 6-7 corsi d’acqua prima di arrivare al Marecchia, sia per la distanza. Il compilatore era un contemporaneo degli eventi che dimostra come fanno dedurre altre fonti che l’Uso come altri corsi d’acqua dell’area era chiamato anche “Rubicone”. Va altresì ricordato che dal Marecchia al Savio l’unica area “alta” lato mare della via Emilia era quella di S. Vito, lato destro dell’Uso.1( area Santa Giustina-Santarcangelo-San Vito) “Dall’interno di questo triangolo, tra le quote di m29 e m30 sul livello del mare, partono due scoli o fossi denominati, scolo Brancona, quello più a Sud, e rio Fontanaccia quello più a Nord.” Veggiani, “San Vito e Santa Giustina contributi per la storia locale”, 1988, p. 33
- Ulteriori ricerche hanno permesso di giungere a nuove conclusioni sull'area compresa fra il Pisciatello e l'Uso che era suddivisa in quattro parti ben definite, le aree chiamate Rubico erano due, e che il "Rubico Flumen" era un emissario. L'antica falesia su cui dalla protostoria passava una pista che collegava Compito a Gatteo, separava i due bacini idrografici; il Fiumicino si portava ad Est verso l'Uso; la Rigossa a Ovest verso il Pisciatello. Il bacino idrografico del Rubico riminese era di circa 220 km², quello del Rubico cesenate era di circa 80 km², entrambi avevano le acque rossastre per la presenza di zolfo, così il Pisciatello e Rigossa, così l'Uso, l'unico ad avere ghiaie che portano alla fonte di Sidonio Apollinare. Il "Rubico Cesenate" era perimetrato dalla Via Aemilia, Pisciatello, dalla falesia del XII secolo a.C. su cui passava la via del confine. (Susini la indica come "supposta prosecuzione della Via Flaminia" che partiva dal compito). Le acque del "Rubico Cesenate" anche per la presenza delle saline di Cervia, erano canalizzate verso il "Ponte Rosso" sul lato mare della via del confine, dalle saline di Cervia e poi Cesenatico (la presenza del Rubico viene dimostrata dalle cartine di Antonio Barbey, Filippo Titi, Giovanni Maria Cassini). Il "Rubico Riminese" era compreso fra la falesia del Compito/ Gatteo/San Mauro/Torre/Fiume Uso, Via Emilia. Nella depressione fra S.Mauro e Savignano vi confluivano le acque del Fiumicino, del Rio Salto, dell'Uso, le cui ghiaie erano rossastre sino a tempi recenti. Le fonti, le quote di livello e le cartografie, evidenziano che la foce del Rubico-Uso in epoca Romana era più a occidente nella insenatura indicata da Tolomeo, da Portolani del XV / XVI secolo, e da carte geografiche del XVII Secolo.

### Per il Pisciatello
- Tavola che indica il corso del fiume Rubicone di G. Braschi, De vero Rubicone, Roma, 1733.
- Tavola della costa romagnola tra Ravenna e Rimini di G. Braschi, De vero Rubicone, Roma, 1733.
- Tavola dell'antico Rubicone di Gabriello Maria Guastuzzi (1749)
- Tavola dimostrante l'impossibilità che il fiume Uso sia mai stato l'antico Rubicone, di S. Sassi, 1757.
- Tavola «Flaminia» museo del Vaticano (corridoio delle carte).